# Marché humide

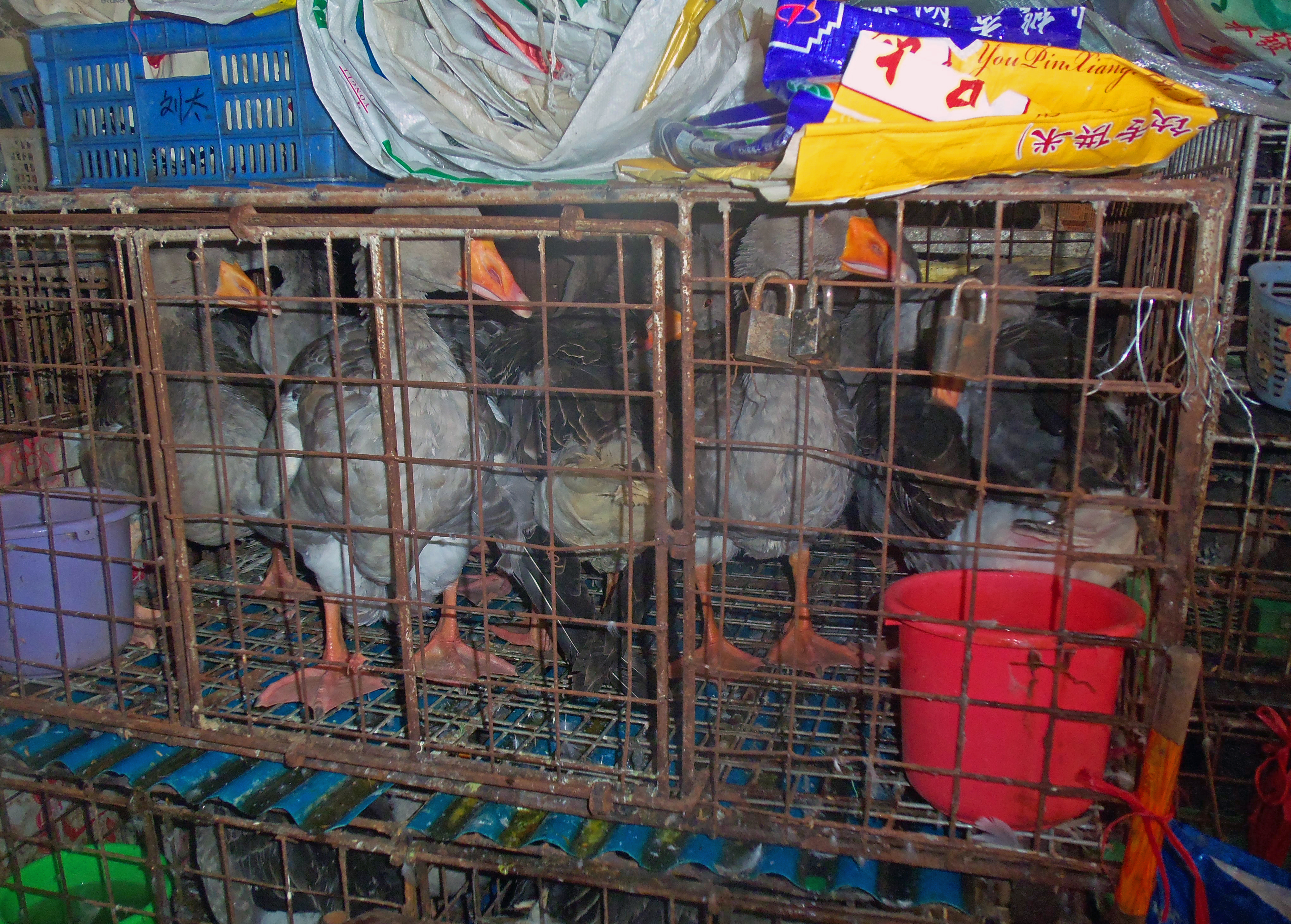
Marché humide à Shenzhen en 2013.

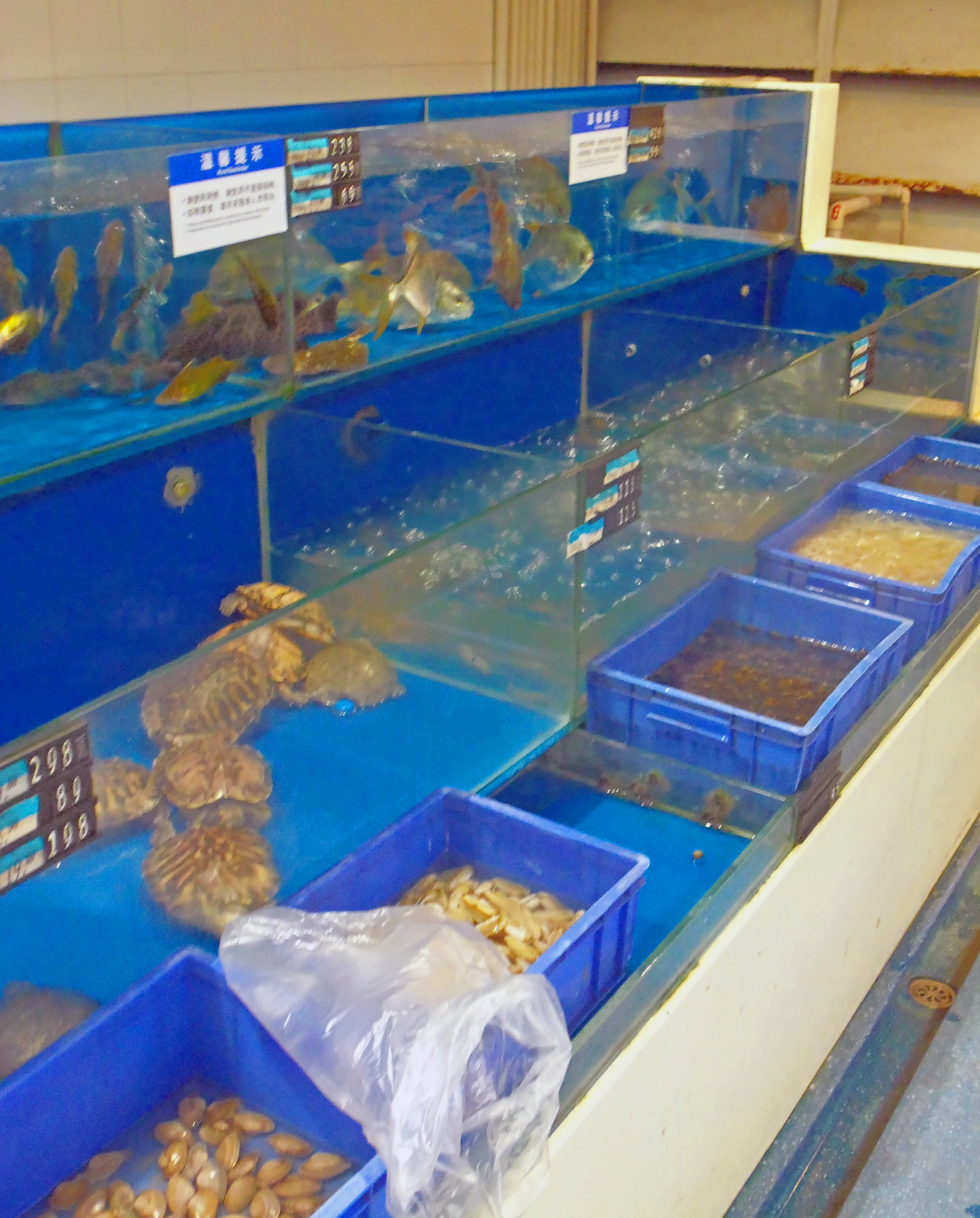
Marché humide dans un Walmart de Shenzhen en 2013.

Un marché humide, ou wet market en anglais, parfois appelé aussi marché aux animaux vivants, est un marché qui vend des animaux vivants ou déjà abattus, qu'ils soient sauvages ou d'élevage. Le terme est également utilisé pour désigner des marchés de produits frais en général, mais depuis le début de la pandémie de Covid-19 en 2020, l'attention mondiale s'est fortement concentrée sur marchés vendant des animaux vivants, parfois sauvages et sur la variété importante des animaux et des denrées vendus dans ce type de marché.
Les marchés humides sont courants en Asie de l'Est et en Amérique latine, mais se retrouvent également sur les marchés traditionnels en plein air en Europe et en Amérique du Nord.
Le terme « wet » (« humide » ou « mouillé ») caractérisant l'expression en anglais fait tout autant référence au caractère périssable des animaux vendus qu'à l'utilisation fréquente de l'eau pour nettoyer les lieux,. Certains de ces marchés sont aussi le lieu d'abattage d'animaux qui y sont vendus.
Les animaux que l'on peut trouver dans un marché humide asiatique peuvent être aussi variés que des poissons, des oiseaux, des mammifères (dont les chauves-souris, les pangolins, les blaireaux, des rats, des loutres, des loups), ou encore des reptiles tels que lézards, serpents et tortues,.
Cependant la vente d'animaux réellement sauvages ou exotiques y est très minoritaire par rapport à la vente d'animaux domestiques (volailles, chiens, chats...). De même, la présence d'animaux vivants et l'abattage des animaux au sein du marché sont variables selon les régions de Chine, ces pratiques sont plus courantes dans le Sud de la Chine.
Notamment depuis l'apparition du SRAS, puis du MERS et du SARS-CoV-2, ces lieux ont été vivement critiqués tant pour les espèces exotiques vendues qui peuvent être issues de trafics illégaux que pour la promiscuité des animaux vivants de différentes espèces qui est propice à l'émergence de zoonoses,.

## Histoire
À la suite de l'épidémie de SRAS de 2002-2004, les marchés humides et les fermes d'élevages d'animaux sauvages sont fermés durant quelques mois, à la suite de la découverte rapide que le virus avait été transmis à l'homme par la civette masquée. Ils ont cependant été rouverts par la suite.
En 2019 / 2020, le terme a connu une forte exposition à la suite de la Pandémie de Covid-19 qui serait originaire du marché de gros de fruits de mer de Huanan, qui malgré son nom, était un marché humide vendant des animaux sauvages,.
En raison de la pandémie de COVID-19, plusieurs interdictions de ventes d'animaux sauvages ont été décrétées par les autorités provinciales et étatiques chinoises. Le 22 janvier 2020, les autorités de Wuhan ont interdit le commerce d'animaux vivants dans les marchés humides. Le 24 février 2020, le gouvernement chinois a notamment interdit, la vente, l'achat et la consommation d'animaux sauvages. Le chiffre d'affaires du secteur d'activité de la vente et de l'élevage d'animaux dits sauvages, en Chine était estimé entre 7,1 milliards et 74 milliards de dollars, employant près de 1 million de personnes.

## Liens avec l'élevage traditionnel
Les petits marchés humides sont nécessaires aux élevages traditionnels qui viennent y écouler une partie de leur production.
Début 2020, des responsables et personnalités internationales de premier plan ont appelé à une interdiction des marchés humides. D'autres, comme Foster & al. (février 2020), du point de vue de l'éthique de la santé, ou comme Petrikova & al. (juin 2020) suggèrent de plutôt y appliquer avec plus de rigueur les interdictions de commerce illégal d'espèces sauvages, car ces marchés sont une source importante de protéines pour les populations urbaines et de régions à faible revenu, où ils sont depuis longtemps intégrés dans les systèmes alimentaires locaux, et où ils soutiennent les petits systèmes d'élevage familiaux et locaux, ces marchés étant globalement plus environnementalement et socialement soutenable que les systèmes alimentaire industriels, si l'on y améliore les normes d'hygiène et réglementaires et qu'on élimine les mouvements à échelle industrielle d'animaux vivants et qu'on y interdit la vente d'animaux sauvages connus pour être à risque de propagation de maladies. Les élevages industriels respectent souvent de meilleures normes d'hygiène et ont une empreinte carbone parfois moindre que celles des petites exploitations ou des exploitations biologiques, mais seulement si l'exploitation, et non l'ensemble du système alimentaire dans lequel elle s'intègre, est prise en compte.
Or, par rapport à l'élevage industriel, l'élevage traditionnel, familial et local établi à petite échelle a des avantages socio-environnementaux : son empreinte carbone, une fois que l'on tient compte de la séquestration du carbone du sol sur laquelle les aliments pour animaux sont cultivés est meilleure.
De même vendre localement des animaux vivants réduit le besoin d'entreposage frigorifique qui, notamment dans les pays chauds est un gouffre énergivore (et encore utilisateur de gaz réfrigérant à effet de serre et/ou néfastes pour la couche d'ozone). L'élevage d'animaux de parcours est généralement associé à des distances plus courtes "de La Fourche à la fourchette" et moins de transformation de la viande (transformation qui agit souvent comme un réservoir de pathogènes alimentaire) et dont certains produits peuvent être perturbateurs endocriniens, mutagènes et/ou cancérigènes). Certains élevages traditionnels entretiennent la biodiversité et ont une moindre empreinte écologique sur l'air et une moindre empreinte eau, utilisent moins d'adjuvants/additifs chimiques et moins d'antibiotiques (et contribuent donc bien moins au phénomène d'antibiorésistance que l'élevage industriel et les usines de transformation de la viande, (lors de la pandémie de Covid-19 ou d'autres pandémies à risques de surinfection bactérienne, les taux de mortalité pourraient être aggravée dans régions ou populations où la résistance aux antibiotiques est généralisée, ce qui complique le traitement des infections secondaires.
Dans les pays en développement l'élevage traditionnel, parfois itinérant, a longtemps fourni des moyens de subsistance à une large partie de la population. En Inde où l'élevage a un peu mieux résisté qu'ailleurs à l'industrialisation, les deux tiers des petits exploitants agricoles sont aussi éleveurs (jusqu'à 75% de leurs revenus). Les systèmes polyculture-élevage permettent aussi aux petits exploitants d'augmenter leur ration de protéines animales (dont par les œufs et le lait), rations qui en Inde rurale sont généralement très basses, et le fumer est utilisé comme amendement local et non-chimique. Depuis les années 1980, la Thaïlande, à la différence de l'Inde a largement industrialisé son élevage, excluant les petits producteurs ruraux de viande du marché.

## Enjeux sanitaires et écologiques
En raison d'exemples ne respectant manifestement pas les normes d'assainissement et d'hygiène, et du lien avec les risques de propagations de zoonoses et éventuellement de pandémies, les critiques ont fusé envers les marchés humides qui rassemblent périodiquement ou quotidiennement de grandes quantités d'animaux vivants, et qui sont avec l'élevage industriel (de volaille notamment), l'un des principaux risques zoonotiques pour la santé (en Chine et dans le monde),,,.
Si les normes et principes de bon sens de l'hygiène n'y sont pas respectés, tous les élevages, les moyens de transports d'animaux, tous les lieux de transformation de la viande et des sous-produits animaux et tous les marchés vendant des animaux vivants ou morts, sauvages ou domestiques peuvent présenter un danger pour la santé publique, en permettant la propagation de certaines parasitoses, bactérioses et zoonoses (grippe aviaire, Ebola pour ne prendre que deux exemples parlants), tout particulièrement s'ils sont mal gérés, mal contrôlés et dès qu'une étape de la sécurité sanitaire n'est pas respectée.
S'ils favorisent la viande de brousse et/ou illégale, ces marchés humides peuvent en outre indirectement contribuer à la surchasse, au déséquilibre d'écosystèmes et à la pollution par le plomb (grenaille de plomb, et balles de plomb).

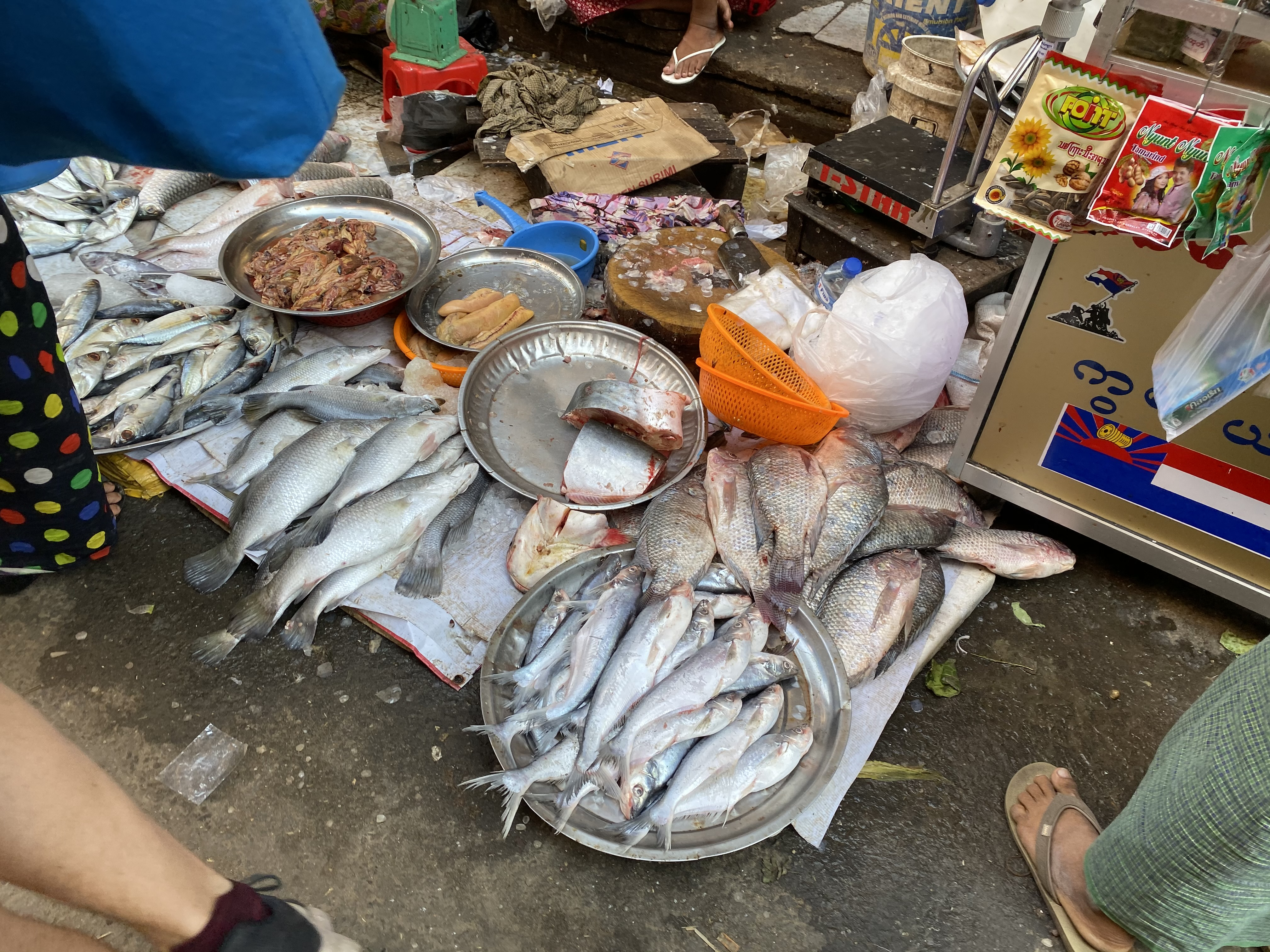
Exemple d'étal de marché humide ne respectant pas les règles basiques d'hygiène (Chinatown de Yangon).
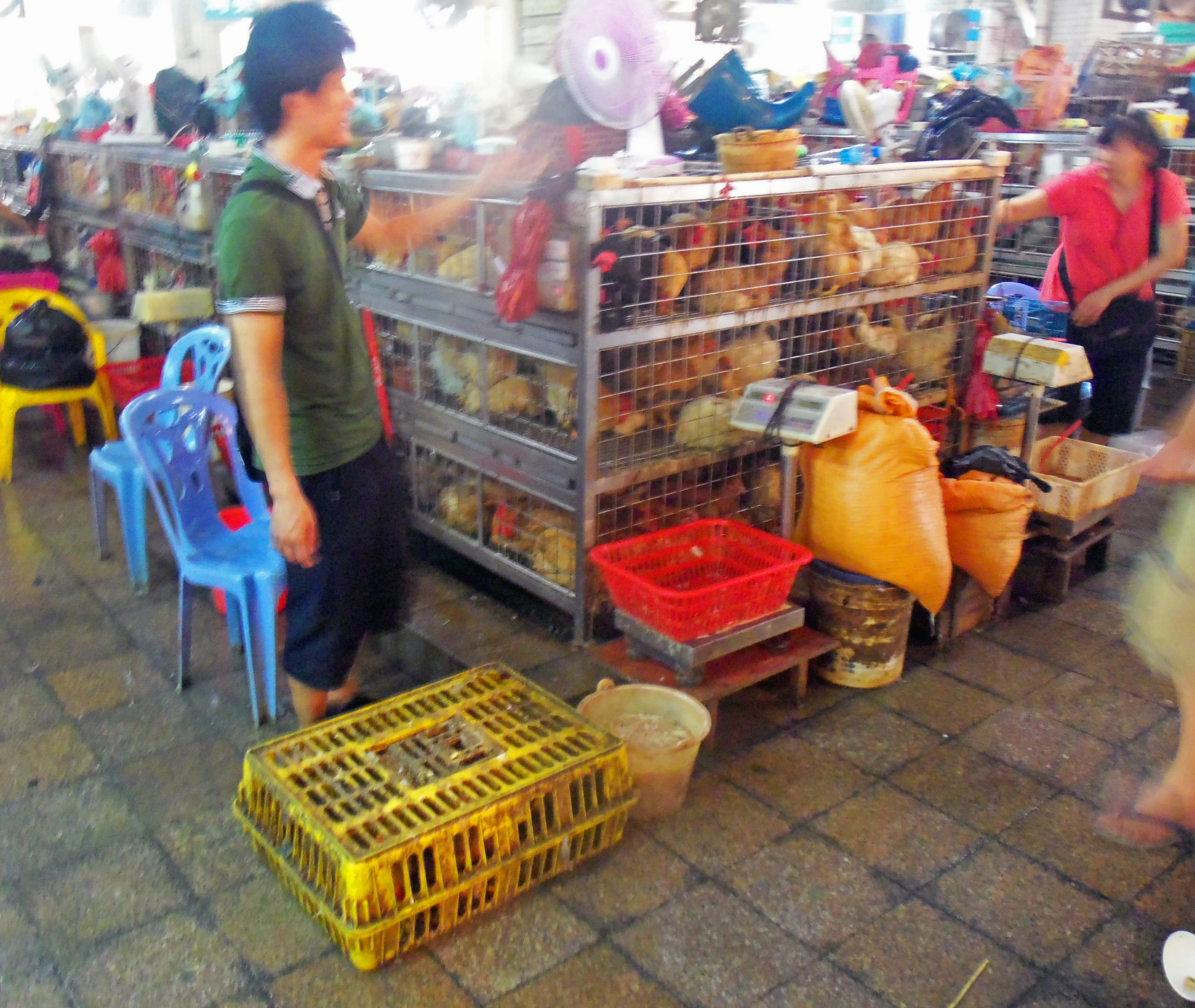
Empilement de cages, marché humide de Shenzhen
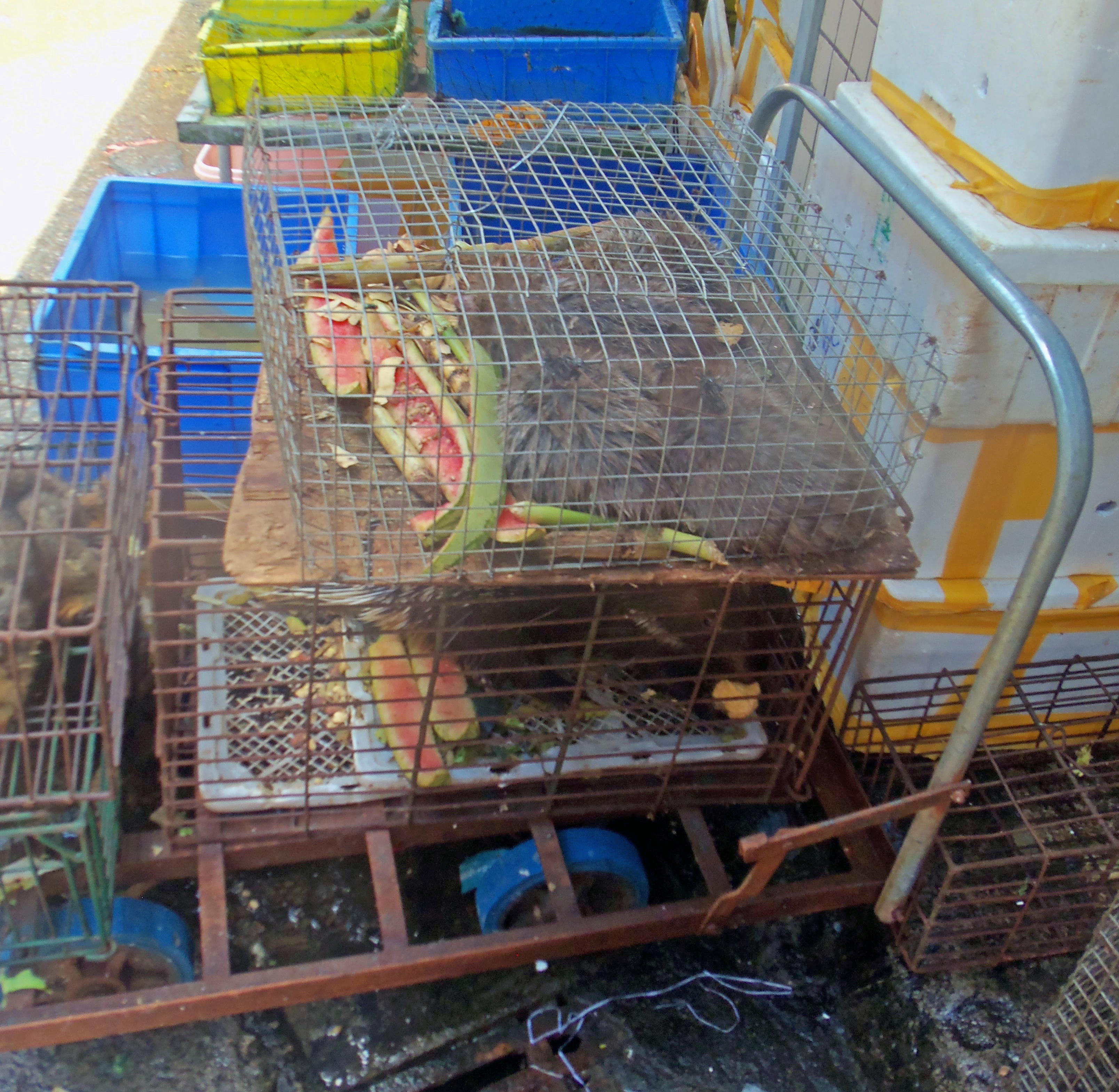
Rats en cages, marché humide de Shenzhen

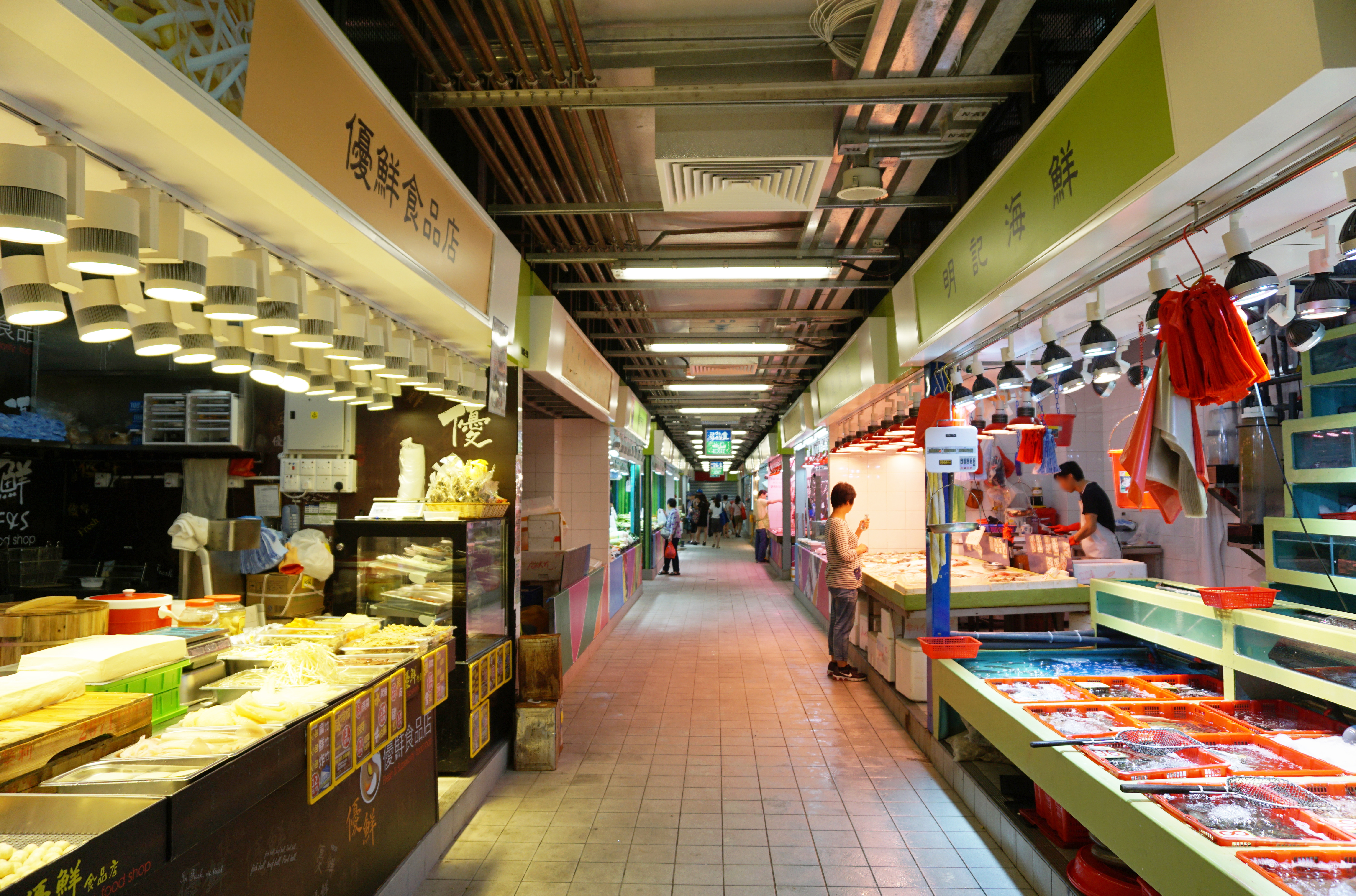
Marché humide d'Allmart (Shui Chuen O) de Sha Tin Wai, propriété de la Hong Kong Housing Authority (HA) à Hong Kong.

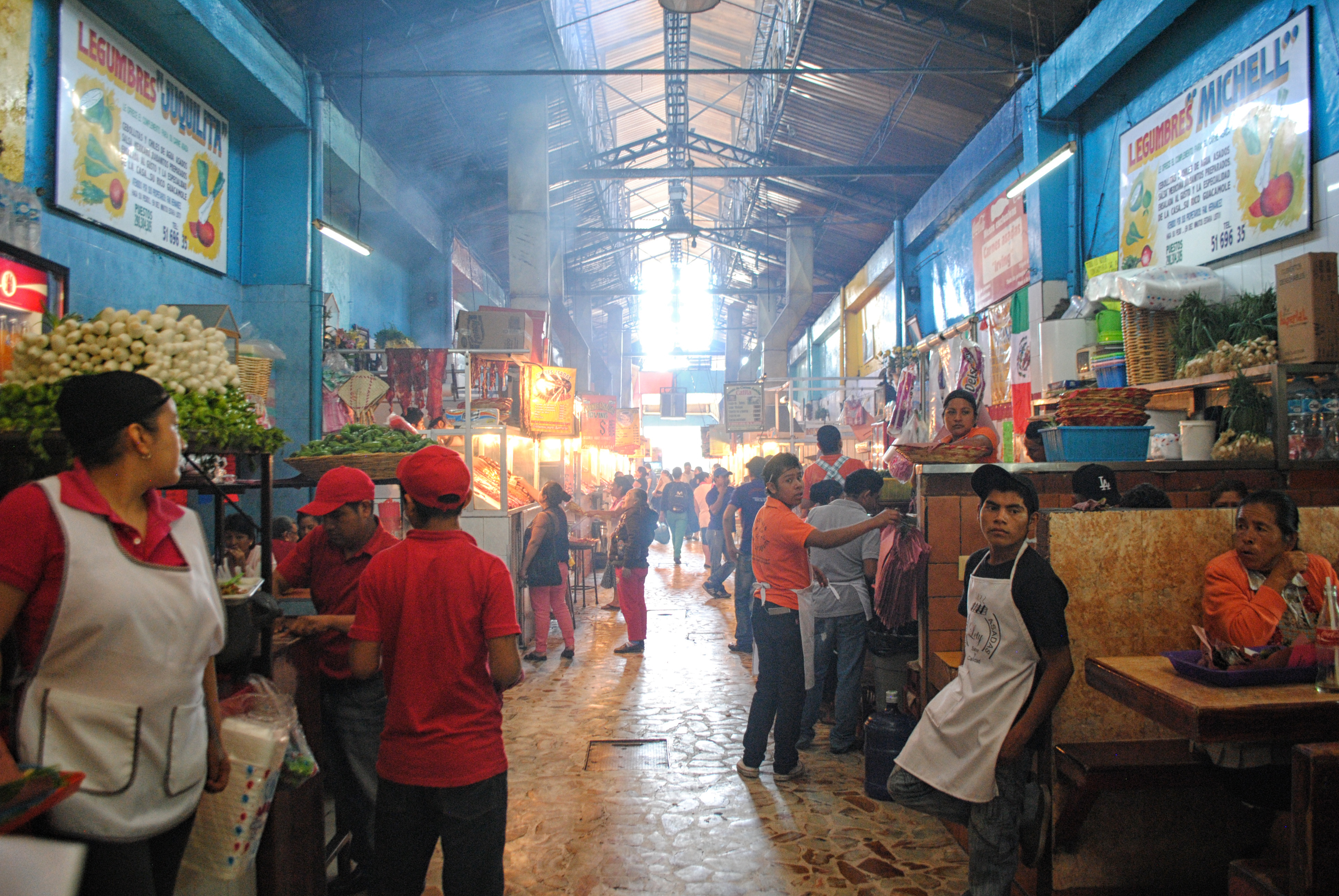
Allée des viandes rôties, marché d'Oaxaca de Juárez (Oaxaca, Mexique) en 2014.

Les marchés humides favorisent certes un mélange, trop souvent promiscuitaire et anarchique de différentes espèces, mais l'accent négatif porté contre ces marchés en général depuis les années 2000, et indirectement donc contre la production artisanale de viande, se fait au profit de grandes filières industrielles ; teinté du poids des lobbys de l'agroalimentaire, et d'impérialisme occidental ; l'interdiction totale de ces marchés entraînerait cependant probablement des filières informelles ou illégales, encore plus à risque, et bien moins faciles à contrôler ; pouvant être contre-productives du point de vue de la santé planétaire. Le modèle du commerce de viande traçable, réfrigérée (ou congelée) issue de grandes fermes industrielles est présenté comme la norme sûre mais a déjà été à l'origine de vastes scandales sanitaires et alimentaires (consommation de farines de vache folle, poulets à la dioxine...) et si l'agriculture industrielle a fortement augmenté sa production, c'est au prix d'une contribution (à hauteur d'environ 15%) aux émissions de GES, de vastes déforestations et en mobilisant plus de 80% des terres cultivées, tout en étant devenu la première source d'eutrophisation et de dystrophisation.
Pour revenir au cadre des limites planétaires, et pour notre santé, la consommation de viande doit considérablement diminuer dans le monde. La production de viande traditionnelle, faite via les petits élevages locaux, et vendue dans les marchés d'animaux vivants, a été associée à une moindre consommation de viande et de ressources fossiles, et souvent complémentaire de régimes alimentaires à forte teneur en plantes et fruits, recommandés par la Commission EAT – Lancet sur l'alimentation, la planète et la santé.
Organiser et réglementer plus strictement les conditions d'hygiène des marchés humides, en empêchant d'y mélanger les espèces et « en utilisant ces marchés humides réglementés comme outil pour faire respecter l'interdiction du commerce illégal d'espèces sauvages » serait à la fois plus environnementalement éthique vis-à-vis des petits exploitants agricoles des pays à faible revenu et à revenu intermédiaire qui gagnent leur vie grâce à la polyculture-élevage ; et « envers les animaux, dont le bien-être dans les élevages en plein air est incontestablement supérieur à celui des systèmes intensifs ; et envers les générations futures, en leur laissant une planète plus sûre et plus vivable ».